# Dexloxiglumida
A dexloxiglumida é um fármaco antagonista do receptor CCK-A, também conhecido como CCK1. O receptor CCK-A é um receptor peptídico acoplado à proteína G que responde ao hormônio colecistocinina, um hormônio secretado pelo duodeno relacionado à digestão, responsável por retardar o esvaziamento gástrico e estimular secreções pancreáticas e biliares.
A Dexloxiglumida interage com o CCK-A promovendo o efeito contrário da colecistocinina, promovendo o esvaziamento gástrico e redução das secreções biliares e pancreáticas. Devido a seus efeitos, essa droga foi estudada com o intuito de manejar sintomas de constipação para tratamento de síndrome do cólon irritável e gastroparesia, assim como em casos de pancreatite causada por obstrução biliar.